# Isabel Ferreira
Isabel Ferreira (Luanda, Angola, a 24 de maig de 1958) és una escriptora angolesa.
Quan era joveneta es va aixecar en armes, però afirma entre la guerrilla i la música l'art parlà més fort i es va convertir en part d'un grup musical que va tenir com a objectiu aixecar la moral de la guerrilla al front.
Formada a Dret a Luanda i a l'Escola Superior de Teatro e Cinema d'Amadora (Portugal).
Paral·lelament a la música, Isabel Ferreira es va llicenciar en dret i va exercir a Huíla i Luanda, però mai va abandonar la música ni la poesia.

## Obras
- Laços de Amor (poesia, 1995)[1]
- Caminhos Ledos (poesia, 1996)[1]
- Nirvana (poesia, 2004)[1]
- À Margem das Palavras Nuas (poesia, 2007)[1]
- Fernando daqui (conte, 2007)[1]
- O Guardador de Memórias[2]